# 727

Middeleeuwse illustratie van Hubertus

Het jaar 727 is het 27e jaar in de 8e eeuw volgens de christelijke jaartelling.

## Gebeurtenissen
- 1 september - Wijding van de kerk van de Sint-Waltrudisabdij in Halle.
- In Griekenland en in het Byzantijnse deel van Italië breekt een opstand uit. Door de toenemende weerstand tegen het iconoclasme ontstaat er onvrede tegen het Byzantijnse Rijk, met name veroorzaakt door keizer Leo III (zie: 726). In Ravenna en andere steden slaan de garnizoenen aan het muiten. Slechts door de tussenkomst van paus Gregorius II wordt voorkomen dat zij een tegenkeizer kiezen en optrekken tegen Constantinopel.
- Leo III stuurt een Byzantijnse vloot om de Italianen te intimideren, deze wordt echter in de Adriatische Zee door een storm vernietigd. Hij ontneemt de bisdommen in zuidelijk Italië en Sicilië de pauselijke jurisdictie en stelt ze onder het gezag van de patriarch van Constantinopel. Tevens confisqueert Leo de pauselijke landgoederen in die gebieden, waarvan de opbrengsten essentieel zijn voor de financiën van de Katholieke Kerk.
- Het kasteel Qasr al-Chair al-Garbi (ten zuidwesten van Palmyra) in Syrië wordt voltooid. Het is in opdracht van kalief Hisham gebouwd en dient als jachtkasteel.

## Geboren
- Dai Zong, keizer van het Chinese Keizerrijk (overleden 779)
- Timoteüs I, Syrisch patriarch (overleden 823)

## Overleden
- 30 mei - Hubertus (72), bisschop van Maastricht en Luik
- Paulus, exarch van Ravenna